# Амэмия Кэйдзиро
Амэ́мия Кэйдзи́ро (яп. 雨宮 敬次郎 Амэмия Кэйдзиро:, 24 октября 1846 — 20 января 1911) — японский предприниматель, финансист, инвестор. Один из лидеров регионального дзайбацу Косю. Прозвище — «царь спекулянтов» (яп. 投機界の魔王).

## Биография
Амэмия Кэйдзиро родился 24 октября 1846 года в селе Усиоку провинции Каи, в семье сельского главы.
Кэйдзиро начал свой бизнес с уличной торговли, которая оказалась прибыльной. Позже он с переменным успехом занимался финансовыми операциями, в частности обменом валют, серебра и золота.
В 1888 году стал директором государственного предприятия «Железная дорога Каи — Мусаси» (яп. 甲武鉄道), которая связывала Токио с префектурой Яманаси. После этого принял участие в создании и руководстве железной дороги Кавагоэ (яп. 川越鉄道) и Хоккайдосской угольно-железнодорожной компании (яп. 北海道炭礦鉄道). В 1892 году основал предприятие «Японское литьё» (яп. 日本鋳鉄会社), а в 1903 году открыл акционерное общество «Токийский трамвай».
После отставки с поста директора акционерного общества занимался развитием японского железнодорожного бизнеса, возглавлял предприятия «Железная дорога Токио — Иокогама» (яп. 京浜電鉄) и «Железная дорога Эносима» (яп. 江ノ島電鉄).
Кроме железных дорог занимался морскими перевозками, нефтепереработкой, торговлей.
Амэмия Кэйдзиро умер 20 января 1911 года.